# Мінливий закон
Мінливий закон (англ. Range Law) — вестерн 1944 року режисера Ламберта Гілльйєра .  Це дев'ята стрічка із серії фільмів про маршала "Неваду" Джека МакКензі. Головні ролі зіграли Джонні Мак Браун, Реймонд Гаттон, Сара Падден, Еллен Голл та Ллойд Інгрегам.

## У ролях
- Джонні Мак Браун - "Невада" Джек МакКензі
- Реймонд Гаттон - Сенді Гопкінс
- Сара Падден - Бутс Енні
- Елен Голл - Люсіль Грей
- Ллойд Інгрегам - Кел Бовен
- Маршалл Рід - Джим Бовен
- Джек Інграм - Філ Рендалл
- Арт Фаулер - Свід Ларсон
- Г'ю Проссер - шериф Джед Гокінс
- Стенлі Прайс - Довсон
- Стів Кларк - Поп Макгі